# Sagprosa
|  | Sammenskrivningsforslag Artiklerne faglitteratur, Sagprosa er foreslået sammenskrevet. (Siden august 2015) Diskutér forslaget |

Begrebet "prosa" kommer af det latinske udtryk "prorsa oratio", der betyder "ligefrem tale". Og det defineres som: "sproglig fremstillingsform som ikke er bundet af metriske regler (rytme og rim, min anm.), dvs. den ligefremme tale- og skrivemåde" (Nudansk Ordbog med Etymologi, 2. udg., 2001). Med denne definition markeres, at ”prosa” faktisk betyder stort set alt, der er talt eller skrevet, bortset fra lyrik (digte).
Begrebet "prosa" dækker altså både talte og skrevne tekster, både opdigtede og ikke-opdigtede tekster, der er uden metrisk mønster.
Prosa er således et begreb, der rummer både dronningens nytårstale, romanen og avisartiklen, både eventyret og tv-avisen, både novellen, dramaet, essayet og Bilkas annoncekatalog.
Den prosa, der ikke er opdigtet, kan deles i to hovedkategorier, nemlig ”sagprosa” og ”fagprosa” (eller faglitteratur).[kilde mangler]
Begrebet sagprosa kan vi definere som tekster, der vedrører forhold i den faktiske virkelighed, således at forstå, at der i sagprosateksten beskrives eller vurderes forhold, der rent faktisk er sket eller sker. 
En sagtekst handler om en sag, om kendsgerninger, der har fundet sted. Den fiktive tekst handler om begivenheder, som ikke har fundet sted, men som digteren frit opfinder.
Sagprosaen forsøger, så at sige, at fremstille verden som den forekommer at være, hvor fiktionsprosaen forsøger at fremstille verden, som den kan forestilles at være. Sagteksten viser den virkelige verden, den fiktive tekst viser et alternativ til den virkelige verden. 
Sagprosa er f.eks. artikler i aviser, ugeblade eller fagblade, lovtekster, offentlige eller private breve, fagbøger, lærebøger, debatbøger, elektroniske tekster på f.eks. tekst-tv eller internettet, dagbøger, erindringer, rejseskildringer, essays, brugsanvisninger, nyheds- og dokumentarudsendelser i tv, mv.
Sagprosa er således en genre, der dækker et utal af forskellige undergenrer.